# 大阪市立矢田北小学校
大阪市立矢田北小学校（おおさかしりつ やたきた しょうがっこう）は、大阪府大阪市東住吉区にある公立小学校。
1975年に大阪市立矢田東小学校より分離開校した。

## 沿革
- 1975年4月1日 - 大阪市立矢田北小学校として開校。旧矢田小学校校舎（前年に矢田小学校が現在の矢田5丁目に当たる場所に移転して空き校舎となっていた）を仮校舎として使用。
- 1975年9月 - 現在地に新校舎が完成し、移転。

## 通学区域
- 大阪市東住吉区 照ヶ丘矢田1丁目-4丁目。

卒業生は大阪市立矢田中学校に進学する。

## 交通
- 近鉄南大阪線 矢田駅 北東へ約800m。